# مديم غلدار (قلعة أصغر)
مديم غلدار (بالفارسية: مدیم گدار) هي قرية تقع في إيران في ناحية لاله زار.